# 卧龙工作室
卧龙工作室，是腾讯游戏旗下的游戏工作室，曾开发《QQ三国》、 《QQ封神记》、《宠物牧场》等游戏。2014年，腾讯互娱自研游戏组织体系进行调整，撤销卧龙工作室，相关职责和人员并入天美工作室群下的各个工作室。